# La Nación (Paraguay)
La Nación este un cotidian publicat în Paraguay.
A fost fondat la 25 mai 1995, de omul de afaceri și directorul sportiv Osvaldo Domínguez Dibb, în orașul Fernando de la Mora.
Împreună cu Diario Crónica și stațiile de emisie Montecarlo FM 100.9 și 970 AM face parte din Grupo Nación de Comunicaciones.
La 15 aprilie 2015, afacerista Sarah Cartes a oficializat achiziția companiei Nation Group Communications, care a devenit parte a grupului Cartes.
Timp de 15 ani, grupul Communication Nation a fost condus de omul de afaceri și directorul sportiv Alejandro Dominguez, fiul lui Osvaldo Dominguez Dibb; care în ianuarie 2016 a fost ales președinte al Conmebol.
În august 2015, Grupul Nación de Comunicaciones a cumpărat ziarul Popular, pe lângă site-ul web hoy.com.py și un radio care este transmis pe internet, toate aparținând grupului Multimedia, al fostului președinte Juan Carlos Wasmosy.